# Озимандія (сонет)
«Озимандія» ([ˌɒziˈmændiəs] o-zee-MAN-dee-əs)  — сонет, написаний англійським поетом-романтиком Персі Біші Шеллі (1792—1822). Вперше опублікований у числі лондонського The Examiner  від 11 січня 1818 року. Наступного року поема була включена до збірки Шеллі «Розалінда та Хелен, сучасна еклога»; з іншими віршами і в посмертній збірці його віршів, опублікованій у 1826 році .
Шеллі написав вірш у дружній конкуренції зі своїм товаришем та колегою-поетом Хорасом Смітом (1779—1849), який також написав сонет на ту ж тему з такою ж назвою. Поема досліджує світову долю історії та долю часу: навіть найвидатніші люди та створені ними імперії непостійні, їхній спадщині судилося піти в небуття.

## Походження

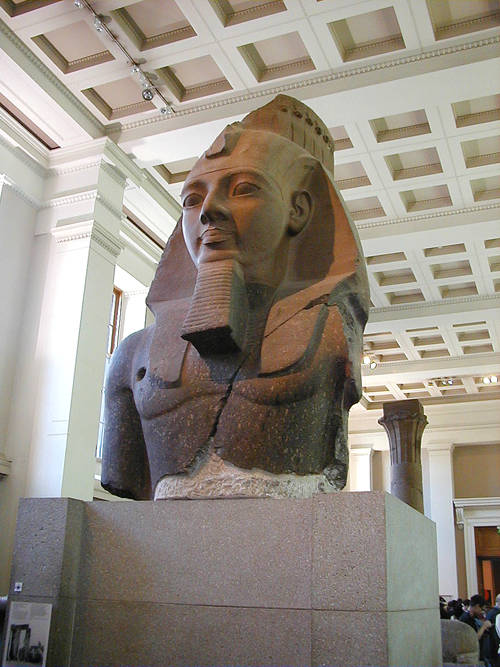
Фрагмент статуї Рамзеса II, Молодшого Мемнона, у Британському музеї.

В давнину Озимандій був грецьким ім'ям фараона Рамсеса II (правління 1279—1213 рр. до н. е.), що походить від частини його тронного імені Усермаатре. У 1817 році Шеллі почав писати поему «Озимандія», після того як Британський музей придбав «Молодшого Мемнона», фрагмент голови й тулуба статуї Рамсеса II, який датується XII століттям до нашої ери. Раніше, в 1816 році, італійський археолог Джованні Баттіста Бельцоні вийняв фрагмент статуї вагою 6580 кг з Рамессеума — похоронного храму Рамсеса II у Фівах у Єгипті. Репутація фрагмента статуї передувала його прибуттю до Західної Європи; після єгипетської експедиції в 1798 році Наполеон Бонапарт не зміг придбати «Молодшого Мемнона» для Франції. Хоча Британський музей очікував доставки пам'ятки античної історії в 1818 році, «Молодший Мемнон» прибув до Лондона лише в 1821 році . Шеллі опублікував свої вірші до того, як фрагмент статуї Озимандія прибув до Британії,  і сучасні науковці вважають, що Шеллі ніколи не бачив статую, хоча він міг дізнатися про неї з новин, оскільки вона була добре відома навіть у своєму попередньому місці поблизу Луксора. 
Книга Les Ruines, ou méditations sur les révolutions des empires (1791) авторства Костянтина Франсуа де Шассебефа, графа де Вольні (1757—1820), вперше опублікована в англійському перекладі як The Ruins, or a Survey of the Revolutions of Empires ( Лондон): Джозеф Джонсон, 1792) Джеймса Маршалла, який безперечно мав уплив на творчість Шеллі.  Англійський поет Шеллі досліджував подібні теми у своїй роботі 1813 року «Королева Маб». Як правило, Шеллі публікував свої літературні твори або анонімно, або під псевдонімом «Glirastes» (укр. — Гліраст) — греко-латинським іменем, утвореним шляхом поєднання латинського glīs («соня») з грецьким суфіксом ἐραστής (erastēs, «коханець»);  ім'я Гліраст стосувалося його дружини — англійської письменниці Мері Шеллі, яку він прозвав «сонею». 

## Написання, публікація та текст

### Історія видання
Банкір і політичний письменник Горацій Сміт провів різдвяний сезон 1817—1818 років із Персі Біші Шеллі та Мері Шеллі. У цей час члени їхнього літературного кола іноді викликали один одного, щоб написати конкуруючі сонети на спільну тему: Шеллі, Джон Кітс та Лі Хант писали конкуруючі сонети про Ніл приблизно в той самий час. Шеллі та Сміт обидва вибрали уривок із творів грецького історика Діодора Сицилійського в Історичній бібліотеці (Bibliotheca historica), де описується величезна єгипетська статуя та цитується її напис: «Я є царем царів лежу, нехай він перевершить мене в роботі». У поемі Шеллі Діодор стає «мандрівником з античного краю».   
Шеллі написав вірш  напередодні Різдва Христового 1817 року  —  або в грудні того ж року, чи на початку січня 1818 рок.  Вірш було надруковано в The Examiner,  щотижневій газеті, яку видавав брат Лі Джон Гант у Лондоні. Гант захоплювався поезією Шеллі, і багато інших його творів, наприклад «Повстання ісламу», були опубліковані в The Examiner. 
 
Вірш Шеллі був опублікований 11 січня 1818 року під псевдонімом «Glirastes».  Це ім'я дослівно перекладається як «любитель сонь». А Соня була його улюбленим ім'ям для його дружини. Сонет Сміта з такою ж назвою був опублікований через кілька тижнів.  Вірш Шеллі з'явився на 24-й сторінці щорічного збірника, у розділі «Оригінальна поезія». Він знову з'явився в збірці Шеллі 1819 року «Розалінда і Гелен, сучасна еклога»; з іншими віршами, яка була перевидана в 1876 році під назвою «Сонет. Озимандія» Чарльза та Джеймса Оллієрів і в 1826 році Miscellaneous and Posthumous Poems of Percy Bysshe Shelley Вільяма Бенбоу, обидва в Лондоні .

### Текст
I met a traveller from an antique land

Who said: Two vast and trunkless legs of stone

Stand in the desart. Near them, on the sand,

Half sunk, a shattered visage lies, whose frown,

And wrinkled lip, and sneer of cold command,

Tell that its sculptor well those passions read

Which yet survive, stamped on these lifeless things,

The hand that mocked them and the heart that fed:

And on the pedestal these words appear:

"My name is Ozymandias, king of kings:

Look on my works, ye Mighty, and despair!"

Nothing beside remains. Round the decay

Of that colossal wreck, boundless and bare

The lone and level sands stretch far away.

## Аналіз та інтерпретація
«Озимандія» авторства Шеллі — це сонет, написаний вільним ямбічним пентаметром, але з нетиповою схемою рими , що порушує правило про відсутність зв'язку в римуванні між октавою та сестетом.
Дві теми поем «Озимандія» — це неминучий занепад правителів і їхні претензії на велич.
Схема римування відображає переплетені історії чотирьох оповідних голосів поеми, якими є її «я», «мандрівник» (зразок автора подорожньої літератури, з чиїми творами Шеллі стикався), «архітектор» статуї та сам предмет статуї.  Головна думка поеми «Я зустрів мандрівника, який […]» є прикладом прийому оповідання «одного разу». 
Такі вчені, як професори Нора Крук та Ньюман Вайт, розглядають роботу як критичну щодо сучасників Шеллі Георга IV, а ноги статуї є зашифрованим посиланням на подагру тодішнього принца-регента та можливі хвороби, що передаються статевим шляхом, і Наполеона Бонапарта.   Те, що вірш пов'язаний з Наполеоном, справді прийнято вважати у XXI столітті. 
Знавець Байрона Пітер Кокран стверджував, що сонет був «уроком для тиранів», перераховуючи діяльність Наполеона, Георга IV, Меттерніха, царя Олександра, імператора Франца та Каслрі.   Джалал Уддін Хан пов'язує це, крім того, із заявою Муаммара Каддафі про те, що він був «королем королів» Африки.  Те, що в умах людей воно пов'язане з правителями, які пережили Шеллі, проілюстровано такими випадками, як один журналіст CNN, який повідомляв про повітряне бомбардування Іраку в 1991 році, підписавши звіт трьома останніми рядками вірша. 
Інші справжні історичні особи, які називали себе такими словами, включають Ашшурбаніпала, який сказав: «Я герой; я гігант; я колосальний; я чудовий». Цитату висічено на камені. Кримський хан Менлі I Герай також називав себе «Володарем двох континентів і ханом ханів двох морів».  Трагічне падіння могутніх правителів є поширеною темою в літературі, від «De Casibus Virorum Illustrium» Джованні Боккаччо до «Падіння князів» Джона Лідгейта та «Розповідь ченця» Джеффрі Чосера .  Сучасна наука стверджує, що третя пісня Байрона « Чайльд Гарольдова мандрівка», у якій йдеться про падіння Наполеона і чий рукопис Шеллі сам перевіз до видавця Байрона Джона Мюррея, також була підказкою для поеми. 
Подібно до «Кубла-хана» Семюела Тейлора Колріджа та «Аластора» Шеллі, цей сонет можна розглядати в контексті хвилі орієнталізму, що панувала на той час у Західній Європі, чому сприяли такі події, як вторгнення Наполеона до Єгипту в 1798 році та супровідний «Опис» Єгипту.  Зображення суворої, але владної особистості нагадує Байронічного героя, і професор Гедлі Дж. Мозер пішов далі, припустивши, що Шеллі описував власний портрет Байрона 1814 року, написаний Джорджем Генрі Гарлоу.  

## Рецепція і вплив на розвиток культури
Сонет було названо «найвідомішим віршем» Шеллі і загалом вважається одним із найкращих його творів , хоча іноді вважається нехарактерним для його поезії.  Стаття в Alif цитувала «Озимандію» як «одну з найбільших і найвідоміших поем англійською мовою».  Стівенс вважав, що Озимандія, створена Шеллі, різко змінила думку європейців про фараона.  Дональд П. Раян писав, що «Озимандія» «стоїть над» численними іншими віршами, написаними про стародавній Єгипет, зокрема про його падіння, і описав сонет як «короткий, проникливий коментар про падіння влади».
«Озимандія» була включена до багатьох поетичних антологій,  зокрема до шкільних підручників , куди її часто включають через її сприйману простоту та відносну легкість, з якою її можна запам'ятати.  Кілька поетів, у тому числі Річард Вотсон Гілдер та Джон Б. Розенма, написали вірші під назвою «Озимандія» у відповідь на творчість Шеллі.

Вплив сонету можна знайти в інших творах, включаючи Буремний перевал Емілі Бронте. Його перекладено кількома мовами, особливо в Російській імперії, де Шеллі був впливовою фігурою.
У драмі AMC «Пуститися берега» 14-й епізод 5-го сезону має назву «Озимандія». Назва епізоду натякає на крах наркоімперії головного героя Волтера Вайта (Браян Кренстон, який зіграв Вайта, прочитав вірш повністю в тизері для останніх епізодів серіалу). Медіакомпанія Озі була названа на честь сонету, як і супергерой Озимандія в серії коміксів «Вартові».
Вуді Аллен використовував термін Озимандія Меланхолія у своїх фільмах «Спогади про зоряний пил» та «Римські пригоди».
Уривок з сонету цитує персонаж штучного інтелекту Девід у фільмі Чужий: Заповіт, який передбачає занепад і загибель людської імперії.
Останні пять строк з сонету фігурують у нотатці «рядки з Озімандії» у відеогрі Fallout 76.